# José González Planas
José González Planas (Las Villas, Cuba, 19 de marzo de 1850 - San Juan de los Remedios, Las Villas, Cuba, 30 de mayo de 1901) fue un militar y campesino cubano del siglo XIX.

## Orígenes y Guerra de los Diez Años
José González Planas nació en Las Villas, Cuba, el 19 de marzo de 1850, en una familia campesina negra pobre.
El 10 de octubre de 1868, ocurrió el Grito de Yara, el estallido de la Guerra de los Diez Años (1868-1878), primera guerra por la independencia de Cuba.
Los villareños se levantaron en armas, en febrero de 1869, durante el llamado Alzamiento de las Villas. González Planas, con apenas 18 años, se unió a ellos.
Estuvo bajo las órdenes de los Mayores generales Ignacio Agramonte y Máximo Gómez. Durante esta guerra, González Planas fue herido de gravedad, pero logró sobrevivir. Al concluir la guerra, en 1878, era Comandante del Ejército Mambí.

## Tregua Fecunda y Guerra Necesaria
Durante la Tregua Fecunda, González Planas regresó a la vida de campesino, en su provincia de origen. En el poblado de Lajas, fundó la sociedad de color “La Fraternidad”.
El 24 de febrero de 1895, estalló la Guerra Necesaria (1895-1898), tercera guerra por la independencia de Cuba.
González Planas se unió a las fuerzas independentistas cubanas en julio de 1895 y, posteriormente, se subordinó al Mayor general Serafín Sánchez. Ascendido a General de Brigada (Brigadier), comandó la “Brigada de Remedios” hasta el fin de la guerra.
En junio de 1898, le llegó el ascenso a General de División, grado con el que terminó la guerra, meses después.

## Últimos años y muerte
Durante la Primera ocupación estadounidense en Cuba (1898-1902), González Planas fungió como Jefe de la Guardia Rural de San Juan de los Remedios. Posteriormente, fue Segundo Jefe de la Guardia Rural en Las Villas.
Gravemente enfermo del corazón, González Planas se retiró al campo. Falleció de un infarto en San Juan de los Remedios, el 30 de mayo de 1901. Al morir, tenía 51 años.